# Давенпорт (Калифорнија)
Давенпорт (енгл. Davenport) насељено је место без административног статуса у америчкој савезној држави Калифорнија.

## Демографија
По попису из 2010. године број становника је 408.
| Група             | 2000.    | 2010.       |
| Белци             | 0 (0,0%) | 206 (50,5%) |
| Афроамериканци    | 0 (0,0%) | 6 (1,5%)    |
| Азијати           | 0 (0,0%) | 12 (2,9%)   |
| Хиспаноамериканци | 0 (0,0%) | 172 (42,2%) |
| Укупно            | 0        | 408         |